# Ferdinand Konščak

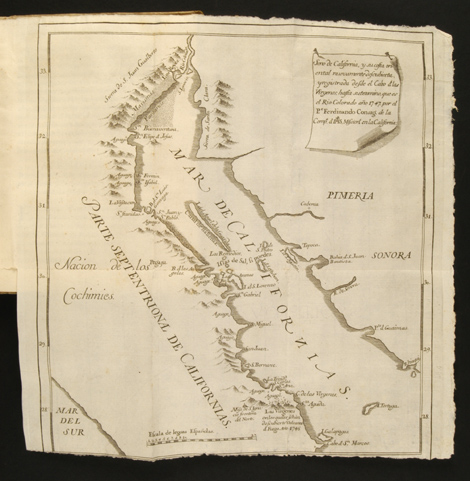
Mapa antic (aprox. 1750) a la península de Califòrnia de Konščak.

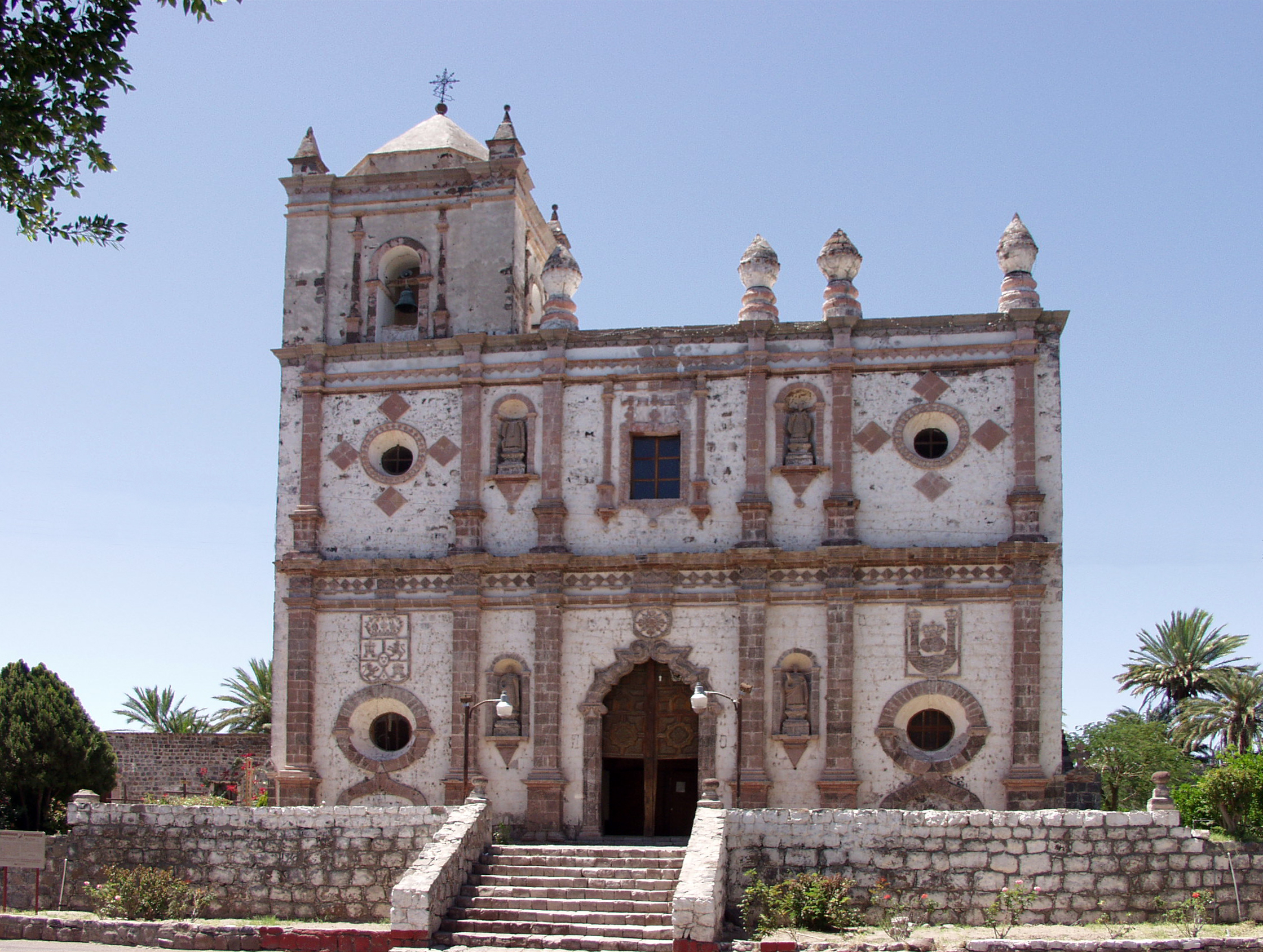
Missión de San Ignacio de Kadakaamán.

Ferdinand Konščak (2 de desembre de 1703, Varaždin, Croàcia - † 10 de desembre de 1759, San Ignacio, Estats Units) fou un missioner, explorador, escriptor i cartògraf jesuïta.
Va fer els estudis primaris i secundaris al seu poble natal, i amb setze anys fou admès com a novici al seminari de la Companyia de Jesús a Trenčín (Eslovàquia), després l'enviaren a estudiar els clàssics, dialèctica i retòrica a Leoben (Àustria), i després filosofia a Graz. El 1726 donà classes de gramàtica en una escola de jesuïtes a Zagreb, i entre el 1726 i el 1727 donà classes d'estudis clàssics en una escola a Buda (Hongria), el 1728 publicà un llibre de poemes titulat Nagadia versibus latinus, del 1727 al 1729 estudià teologia a la Universitat de Graz.
El 1729 partí cap a Cadis, d'on embarcà cap a Nova Espanya per iniciar-hi una vida missionera en els reductes de la península de Baixa Califòrnia. Des del 1732 fins a la seva mort participà activament en l'evangelització dels nadius, hi fundà missions, explorà la península, obrí camins, construí represes, escrigué infinitat de cartes que permeten conèixer la difícil vida dels missioners, aprengué les llengües dels nadius, fou constructor, miner i en general fou un esperit inquiet que triomfà amb la creu en una mà i l'eina de treballador a l'altra. Paral·lelament a la seva activitat misionera, Konšćak va contribuir en la producció d'una de les primeres descripcions geogràfiques de Califòrnia. També va produir el primer mapa geogràfic de la península mexicana de Califòrnia. Durant les expedicions de 1746, 1751 i 1753, va explorar sistemàticament aquesta península (fins a la desembocadura del riu Colorado) i va confirmar que Baixa Califòrnia era en efecte una península, en lloc d'una illa.
El 1748 li cou conferida la Missió de San Ignacio de Kadakaamán, en què construí el conjunt arquitectònic que encara hi persisteix, i el 1758 fou nomenat visitador i pare superior per a totes les missions de Baixa Califòrnia.